# Лаксюм
Лаксюм (нід. Laaxum) — селище в нідерландській провінції Фрисландія на узбережжі штучного прісного озера Ейсселмер. Входить до муніципалітету Південно-Західна Фрисландія.

## Галерея

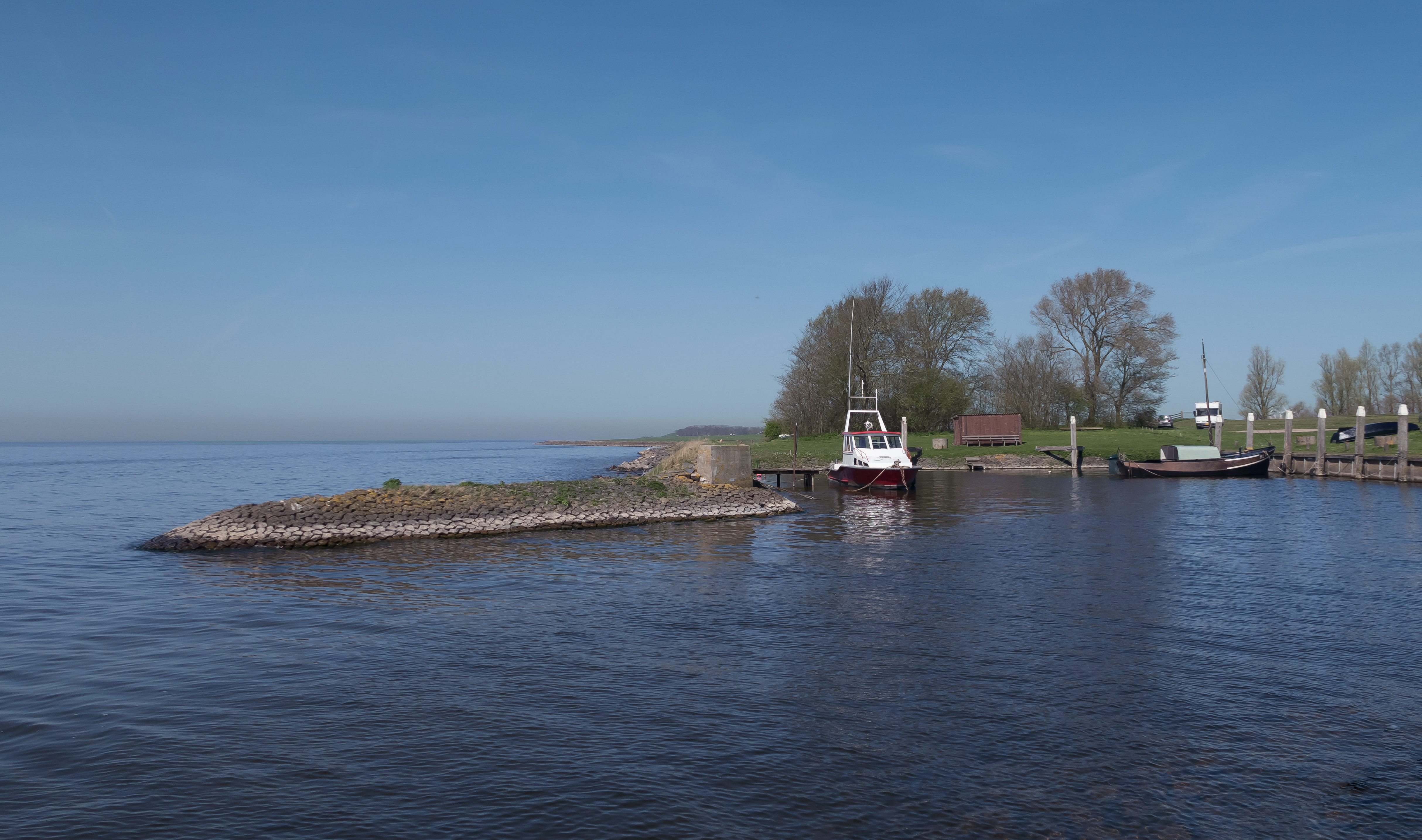
Порт Лаксюма